# Єрошкін Павло Гаврилович
Павло Гаврилович Єрошкін (?, селище Кам'янське, тепер місто Дніпропетровської області — ?) — український радянський діяч, начальник мартенівського цеху Дніпровського металургійного заводу імені Дзержинського Дніпропетровської області. Депутат Верховної Ради СРСР 4-го скликання.

## Життєпис
Народився в багатодітній родині робітника. Батько працював формівником вогнетривкого цеху металургійного заводу в Кам'янському.
Закінчив школу фабрично-заводського учнівства в Кам'янському, здобув кваліфікацію коваля. Потім навчався на підготовчих курсах вечірнього металургійного інституту.
Працював ковалем, конструктором мартенівського цеху Дніпровського металургійного заводу імені Дзержинського Дніпропетровської області.
Освіта вища. Закінчив Дніпродзержинський вечірній металургійний інститут. Член ВКП(б).
Після закінчення інституту працював інженером, керував ливарним прольотом другого мартенівського цеху Дніпровського металургійного заводу імені Дзержинського.
Під час німецько-радянської війни був евакуйований разом із заводом у східні райони СРСР. Працював технологом мартенівського цеху, начальником ливарного прольоту Нижньотагільського металургійного заводу Свердловської області.
Після війни повернувся до Дніпродзержинська. Працював начальником першого мартенівського, бесемерівського цехів Дніпровського металургійного заводу імені Дзержинського.
З 1953 року — начальник третього мартенівського цеху Дніпровського металургійного заводу імені Дзержинського міста Дніпродзержинська Дніпропетровської області.

## Нагороди
- орден Трудового Червоного Прапора (19.07.1958)
- ордени
- медалі